# Маріус Петіпа
Маріус Іванович Петіпа́ (фр. Michel-Victor-Marius-Alphonse Petipa, рос. Мариус Иванович Петипа; * 11 березня 1818 — † 1 (14) липня 1910) — французький і російський театральний діяч і педагог французького походження, артист балету і балетмейстер.

## Життєпис
Маріус Іванович Петіпа родився 11 березня 1818 року в Марселі. За національністю француз. Вчився у свого батька — Ж. А. Петіпа і О.Вестриса. У 1838-46 роках виступав як танцівник і балетмейстер в театрах Бордо, Нанта, Нью-Йорка і Мадрида.

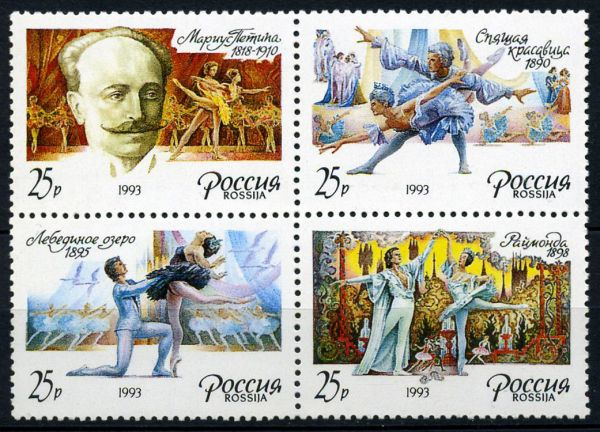
Марки на честь М. Петіпа

З 1847 року життя Петіпа пов'язане з Росією, куди він був запрошений дирекцією імператорських театрів на амплуа «танцюриста — міма». З часом його діяльність стає різноплановою: він працює викладачем в Петербурзькому театральному училищі, штатним балетмейстером балетної трупи Маріїнського театру, а з 1869 по 1903 рік — його головним балетмейстером. Творчий шлях Петіпа в Росії продовжувався більш за півстоліття. За цей час він поставив понад 60 балетів, в процесі роботи над якими він спирався на традиції російського балету і майстерність російських акторів — виконавців. Маріусом Петіпа було створене зведення правил балетного академізму. Його постановки відрізнялися майстерністю композиції, стрункістю хореографічного ансамблю, віртуозною розробкою сольних партій. Істотну роль в його виставах грали форми дивертисментної сюїти, яка зазвичай вінчала танцювально-драматична дія в балетах з щасливим кінцем, а в балетах-трагедіях — передувала розв'язці. В середині вистав Петіпа будував розгорнені хореографічні сцени, в яких зароджувався танцювальний симфонізм. Найкращі балети Петіпа ставляться на сценах світу як видатні зразки спадщини 19 століття.
Співпраця з П. І. Чайковским стала вершиною і підсумком творчості Петіпа. Їхнє знайомство відбулося, очевидно, в 1886 році, коли Чайковському був замовлений балет «Ундіна», від написання якого він згодом відмовився. Але зближення відбулося при спільній роботі над балетом «Спляча красуня», докладний сценарій якого за бажанням композитора був розроблений Петіпа. В період постановки «Сплячої красуні», Чайковський часто зустрічався з балетмейстером, уточнюючи окремі місця в балетах, вносячи необхідні зміни і доповнення.
Постановки балетів Чайковського, здійснені Петіпа, стали неперевершеними шедеврами. За життя композитора таким шедевром стала «Спляча красуня» музично-хореографічні кульмінації в «Сплячій красуні» — чотири адажіо кожного акту — дали унікальні приклади поетично узагальненої образності танцю. Шедевром російської хореографії є і па-де-де Оділлії і принца Зігфріда в балеті «Лебедине озеро» в постановці Петіпа, здійсненій вже після смерті Чайковського.
Багато з його балетів зберігається в сучасному репертуарі як видатні зразки хореографічної спадщини XIX століття («Спляча красуня», «Раймонда», «Лебедине озеро»).